# Steve Perryman
Pour les articles homonymes, voir Perryman (homonymie).
Steve Perryman est un footballeur anglais né le 21 décembre 1951 à Ealing, Londres. Il était milieu de terrain.
Il a remporté deux coupes de l'UEFA avec le club de Tottenham, équipe avec laquelle il a disputé un total de 866 matchs (record du club).

## Carrière
- 1969-1986 : Tottenham Hotspur  Angleterre (866 matchs, 39 buts)
- 1986-1987 : Oxford United  Angleterre (17 matchs, 7 buts)
- 1986-1990 : Brentford FC  Angleterre (53 matchs, 13 buts)

## Palmarès
- Vainqueur de la Coupe de l'UEFA en 1972 et 1984 avec Tottenham
- Vainqueur de la League cup en 1971 et 1973 avec Tottenham
- Vainqueur de la Coupe d'Angleterre en 1981 et 1982 avec Tottenham
- Footballeur de l'année de la FWA en 1982